# Agoura Hills, California
Agoura Hills là một thành phố (thành lập năm 1982) ở Quận Los Angeles, California, và có mã điện thoại là 91301. Dân số là 20.537 theo thống kê năm 2000. Thành phố này nằm trên Đường Quốc lộ Ventura (Tuyến đường 101 Hoa Kỳ) giang ranh giới giữa quận Los Angeles về hướng đông, tây và nam còn Quận Ventura về hướng bắc. Nó cách khoảng 30 dặm về hướng tây của Khu thương mại Los Angeles và gần 10 dặm (16.09344 km) về hướng tây giới hạn của Los Angeles (Woodland Hills), và nằm ở phía đông Thung lũng Conejo.